# Мочелага
Мочелага — упразднённая деревня Череповецкого района Вологодской области России. На год упразднения входила в составе Николо-Раменского сельсовета (ныне на территории Коротовского сельского поселения).

## География
Находилась в правобережье нижнего течения р. Колоденка, на дороге Новополье—Воротишино.

## Топоним
Название происходит от слова «моч» — болотистое место.

## История
Основана около 1931 года.
Входила в 1930-х годах в состав Вочкомского сельсовета Череповецкого района (с 12 ноября 1940 года Уломского района). На карте 1931 года Весьегонского района значится Мочелогой. К 1938 году имелось 14 дворов. Исчезла к 1970-м годам, на топографической карте, составлявшейся в 1971-1988 годах, значится урочищем. До 2000х годов на месте деревни находись несколько ныне исчезнувших построек. 

## Инфраструктура
Было личное подсобное хозяйство (подворья).
Действовал колхоз «Дальний Север» с центром в деревне Мочелага

## Транспорт
Стояла на перекрёстке дорог.